# Bruchomyia plaumanni
Bruchomyia plaumanni är en tvåvingeart som beskrevs av Alexander 1944. Bruchomyia plaumanni ingår i släktet Bruchomyia och familjen fjärilsmyggor. Inga underarter finns listade i Catalogue of Life.